# Даккар
Даккар — історичне місто в сучасній Ефіопії.

## Історія
Місто було другою столицею середньовічного султанату Адал.